# Land der Berge, Land am Strome
Land der Berge, Land am Strome (Terra di monti, terra sul fiume) è l'inno nazionale austriaco.

## Storia dell'inno
Joseph Haydn nel 1797 compose una melodia come inno dell'imperatore d'Austria Francesco I. Il testo cominciava così: Gott erhalte Franz, den Kaiser, unsern guten Kaiser Franz ("Dio conservi Franz, l'imperatore, il nostro buon imperatore Franz"). Alla morte di Francesco, il testo venne modificato in Gott erhalte unsern Kaiser (Dio conservi il nostro imperatore). Su questa base musicale viene attualmente cantato Das Lied der Deutschen, inno della Repubblica Federale Tedesca.
Dopo la fine della monarchia, nel 1918, all'inizio l'inno rimase senza testo, poi il cancelliere Karl Renner decise di farne comporre uno nuovo. Il compositore Wilhelm Kienzl (1857-1941) lo realizzò, una musica poco espressiva e banale, sul testo dello stesso Renner (Deutschösterreich, du herrliches Land, "Austria tedesca, terra magnifica") - da ciò l'uso di indicare l'inno come Renner-Kienzl-Hymne fino al 1929, quando lo scontento generale fece sì che venisse riadottato il vecchio inno imperiale di Haydn, ma con il nuovo testo Sei gesegnet ohne Ende ("Che tu sia benedetto senza fine") dal 1929 al 1938, finché nel 1938 l'Austria fu annessa al Terzo Reich, seguendone le sorti fino al 1945. Siccome dal 1922 l'inno imperiale di Haydn era divenuto inno della Germania, l'Austria riebbe così sempre la stessa musica, ma con il testo tedesco.
Il governo austriaco nel secondo dopoguerra, visto le vicende connesse al nazismo che avevano compromesso la musica di Haydn, scelse una melodia attribuita a Mozart, la Cantata K 623ª Per la chiusura della loggia massonica, un brano maestoso e solenne che i musicologi oggi tendono ad attribuire a un suo discepolo, Johann Holzer (anche se non esistono prove e sono stati prodotti nuovi argomenti a favore di Mozart; l'attribuzione al maestro salisburghese resta tuttavia incerta), e indisse un concorso nazionale con un premio di 10 000 scellini per selezionare il testo ufficiale.
Il concorso venne alla fine vinto da Paula von Preradović, poetessa di origini croate e dell'antica nobiltà viennese, il cui componimento Land der Berge, Land am Strome è dal 25 febbraio 1947 il testo ufficiale dell'inno nazionale austriaco. L'inno così definito è rimasto praticamente invariato fino ad oggi, anche se in alcune occasioni non sono mancati tentativi di restaurazione dell'antica melodia di Haydn e di modifica del testo della von Preradović.
Ultimamente è stato proposto di modificare il testo cancellando i passi ritenuti maschilisti (grandi figli, cori fraterni), proposta arenatasi in un primo tempo per l'opposizione di alcuni schieramenti politici, e infine accolta nel 2012. Nel gennaio 2010 la cantante pop austriaca Christina Stürmer presentò una versione pop dell'inno Heimat bist du großer Söhne und Töchter ("Sei la terra di grandi figli e figlie") come parte della campagna del Ministero Austriaco dell'educazione. Stürmer fu citata in giudizio per violazione dei diritti d'autore dal patrimonio di Paula von Preradović, ma fu successivamente autorizzata dalla Corte Suprema austriaca che la chiamò "una semplice modernizzazione".

## Testo
Land der Äcker, Land der Dome,

Land der Hämmer zukunftsreich!

Heimat großer Töchter und Söhne,

Volk begnadet für das Schöne,

Vielgerühmtes Österreich,

Vielgerühmtes Österreich!

Heiß umfehdet, wild umstritten,

Liegst dem Erdteil du inmitten

Einem starken Herzen gleich.

Hast seit frühen Ahnentagen

Hoher Sendung Last getragen,

Vielgeprüftes Österreich,

Vielgeprüftes Österreich.

Mutig in die neuen Zeiten,

Frei und gläubig sieh uns schreiten,

Arbeitsfroh und hoffnungsreich.

Einig lass in Jubelchören,

Vaterland, dir Treue schwören.

Vielgeliebtes Österreich,

Vielgeliebtes Österreich.»

Terra di campi, terra di duomi,

terra di martelli, dal ricco futuro!

Patria di grandi figli e figlie,

popolo dotato per il bello,

gloriosissima Austria,

gloriosissima Austria!

Accesamente contesa, ferocemente contestata,

stai in mezzo al continente

come un forte cuore.

Hai dai giorni ancestrali

retto il peso di un'alta missione,

provatissima Austria,

provatissima Austria.

Coraggiosi verso tempi nuovi

guardaci procedere liberi e fiduciosi,

lieti nel lavoro e di speranza pieni.

Uniti in cori giubilanti orsù

giuriamo, a te, patria, fedeltà.

amatissima Austria,

amatissima Austria.»